# Marcelle Tassencourt
Marcelle Tassencourt (28 de mayo de 1914 – 18 de diciembre de 2001) fue una directora y actriz teatral de nacionalidad francesa.

## Biografía
Nacida en Neuilly-sur-Seine, Francia, estuvo casada con Thierry Maulnier.
En 1960 fue nombrada director del Théâtre Montansier, en Versailles. También fue profesora del Conservatorio de Versailles, en el que tuvo como alumnos a Catherine Frot, Pierre Pradinas, George Corraface, Fanny Cottençon, François de Mazières, Muriel Mayette, Anne Benoît y Francis Perrin, el cual, a su vez, varios años más tarde fue nombrado director del Théâtre Montansier.
Marcelle Tassencourt falleció en Clamart, Francia, en 2001.

## Teatro

### Actriz
- 1937 : Le Simoun, de Henri-René Lenormand, escenografía de Camille Corney, Théâtre des Célestins
- 1946 : Cincuenta años de felicidad, de Marcel Achard, escenografía de Pierre Fresnay, Théâtre de la Michodière
- 1948 : Le Voleur d'enfants, de Jules Supervielle, escenografía de Raymond Rouleau, Théâtre de l'Œuvre
- 1949 : Le Sourire de la Joconde, de Aldous Huxley, escenografía de Raymond Rouleau, Théâtre de l'Œuvre
- 1949 : Jeanne et ses juges, de Thierry Maulnier, escenografía de Maurice Cazeneuve, Catedral de Ruan
- 1950 : El Cid, de Pierre Corneille, escenografía de Jean Vilar, Festival de Aviñón
- 1950 : Le Profanateur de Thierry Maulnier, escenografía de Jean Vilar, Festival de Aviñón
- 1952 : Le Profanateur, de Thierry Maulnier, escenografía de Tania Balachova, Théâtre Antoine
- 1952 : Le Cocotier, de Jean Guitton, escenografía de Paule Rolle, Théâtre du Gymnase Marie-Bell
- 1953 : La Maison de la nuit, de Thierry Maulnier, escenografía de Marcelle Tassencourt y Michel Vitold, Théâtre Hébertot
- 1954 : La condición humana, de André Malraux, escenografía de Marcelle Tassencourt, Théâtre Hébertot
- 1955 : Le Prince d'Égypte, de Christopher Fry, escenografía de Marcelle Tassencourt, Théâtre du Vieux-Colombier
- 1955 : El abanico de Lady Windermere, de Oscar Wilde, escenografía de Marcelle Tassencourt, Théâtre Hébertot
- 1956 : El abanico de Lady Windermere, de Oscar Wilde, escenografía de Marcelle Tassencourt, Théâtre Daunou
- 1957 : Wako, l’abominable homme des neiges, de Roger Duchemin, escenografía de Jean Le Poulain, Théâtre Hébertot
- 1958 : Proceso de Jesús, de Diego Fabbri, escenografía de Marcelle Tassencourt, Théâtre Hébertot
- 1960 : Le Sexe et le néant, de Thierry Maulnier, escenografía de Marcelle Tassencourt, Théâtre de l'Athénée
- 1962 : Édouard mon fils, de Robert Morley y Noel Langley, escenografía de Maurice Guillaud, Théâtre Montansier
- 1964 : Édouard mon fils, de Robert Morley y Noel Langley, escenografía de Maurice Guillaud, Théâtre Montparnasse
- 1965 : Knock ou le triomphe de la médecine, de Jules Romains, escenografía de Marcelle Tassencourt, Théâtre Montansier y Théâtre Montparnasse
- 1965 : Proceso de Jesús, de Diego Fabbri, Théâtre Montansier de Versailles con Charles Tordjman y Dora Doll
- 1966 : Topaze, de Marcel Pagnol, escenografía de Marcelle Tassencourt, Théâtre Hébertot
- 1967 : Au théâtre ce soir: Topaze, de Marcel Pagnol, escenografía de Marcelle Tassencourt, dirección de Pierre Sabbagh, Théâtre Marigny

### Directora
- 1952 : Dialogues des carmélites, de Georges Bernanos, Théâtre Hébertot
- 1953 : La Maison de la nuit, de Thierry Maulnier, escenografía junto a Michel Vitold, Théâtre Hébertot
- 1954 : La condición humana, de André Malraux, Théâtre Hébertot
- 1955 : Le Prince d'Égypte, de Christopher Fry, Théâtre du Vieux-Colombier
- 1956 : Les Étendards du roi, de Adolfo Costa Du Rels, Théâtre du Vieux Colombier y Théâtre Hébertot
- 1956 : La Belle Dame sans merci, de Jean Le Marois a partir de John Keats, Théâtre Hébertot
- 1955 : El abanico de Lady Windermere, de Oscar Wilde, Théâtre Hébertot
- 1956 : El abanico de Lady Windermere, de Oscar Wilde, Théâtre Daunou
- 1956 : La Nuit romaine, de Albert Vidalie, Théâtre Hébertot
- 1958 : Proceso de Jesús, de Diego Fabbri, Théâtre Hébertot
- 1958 : Éboulement au quai nord, de Ugo Betti, Poche Montparnasse
- 1959 : L'Homme de guerre, de François Ponthier, Comédie de Paris
- 1959 : Largo viaje hacia la noche, de Eugene O'Neill, Théâtre Hébertot
- 1959 : Le Dessous des cartes, de André Gillois, Théâtre Hébertot
- 1960 : Le Sexe et le néant, de Thierry Maulnier, Théâtre de l'Athénée
- 1960 : Le Signe du feu, de Diego Fabbri, Théâtre Hébertot
- 1961 : Le Dialogue des carmélites, de Georges Bernanos, Comédie-Française
- 1961 : Le Christ recrucifié, de Nikos Kazantzakis, Théâtre Montansier
- 1962 : Le Christ recrucifié, de Nikos Kazantzakis, Teatro del Odéon
- 1963 : Andrómaca, de Jean Racine, Théâtre Montparnasse
- 1963 : Otelo, de William Shakespeare, Teatro del Odéon
- 1964 : Británico, de Jean Racine, Théâtre Montparnasse
- 1965 : Knock ou le triomphe de la médecine, de Jules Romains, Théâtre Montparnasse
- 1965 : Agnès Bernauer, de Friedrich Hebbel, Teatro del Odéon
- 1965 : Proceso de Jesús, de Diego Fabbri, Théâtre Montansier con Charles Tordjman y Dora Doll
- 1966 : Topaze, de Marcel Pagnol, Théâtre Hébertot
- 1967 : Monsieur et Madame Molière, de Jacques Chabannes, Théâtre de Puteaux
- 1967 :  Lorenzaccio , de Alfred de Musset, Théâtre Montansier
- 1967 : Andrómaca, de Jean Racine, Théâtre Montparnasse
- 1967 : La fierecilla domada, de William Shakespeare, Théâtre des Mathurins
- 1969 : Le Menteur, de Carlo Goldoni, Théâtre de la Renaissance
- 1970 : El mercader de Venecia, de William Shakespeare, Théâtre Édouard VII
- 1972 : Fils de personne, de Henri de Montherlant, Théâtre Montansier
- 1972 : Médée, de Franz Grillparzer, Théâtre Montansier
- 1977 : Fedra, de Jean Racine, Gran Trianón Festival de Versailles
- 1978 : Británico, de Jean Racine, Gran Trianón festival de Versailles
- 1978 : L'Avocat du diable, de Dore Schary, Théâtre Montansier
- 1979 : El burgués gentilhombre, de Molière, Teatro Mogador
- 1979 : Au théâtre ce soir: La Veuve rusée, de Carlo Goldoni, dirección de Pierre Sabbagh, Théâtre Marigny
- 1979 : Atalía, de Jean Racine, Festival de Versailles
- 1980 : Arlequin, serviteur de deux maîtres, de Carlo Goldoni, Théâtre Montansier
- 1980 La Tebaida, de Jean Racine, Festival de Versailles
- 1983 : Andrómaca, de Jean Racine, Festival de Versailles
- 1983 : Madame... pas dame, de Robert Favart, Théâtre Montansier
- 1984 : Madame... pas dame, de Robert Favart, Théâtre des Bouffes-Parisiens
- 1984 : El Cid, de Pierre Corneille, Festival de Versailles
- 1986 : Horacio, de Pierre Corneille, Festival de Versailles, Gran Trianón
- 1987 : Polyeucte, de Pierre Corneille, Festival de Versailles Gran Trianón
- 1988 : Británico, de Jean Racine, Gran Trianón, Festival de Versailles
- 1988 : Los enredos de Scapin, de Molière, Gran Trianón Versailles
- 1991 : Jeanne et les juges, de Thierry Maulnier, Théâtre Édouard VII
- 1992 : La Maison de la nuit, de Thierry Maulnier, Théâtre 14 Jean-Marie Serreau
- 1994 : Británico, de Jean Racine, Théâtre de Boulogne-Billancourt
- 1995 : Los justos, de Albert Camus, Théâtre de l'Ouest parisien

## Filmografía

### Cine
- 1945 : L'Ennemi secret, de J. K. Raymond-Millet
- 1965 : Un mari à prix fixe, de Claude de Givray
- 1989 : À deux minutes près, de Eric Le Hung

### Televisión
- 1952 : Le Profanateur, de René Lucot
- 1967 : Au théâtre ce soir: Topaze, de Marcel Pagnol, dirección de Pierre Sabbagh
- 1975 : La Passion d'Anna Karénine, de Yves-André Hubert
- 1978 : Il était un musicien, episodio Monsieur Saint-Saëns, dirección de Claude Chabrol
- 1997 : Maître Da Costa, episodio Les Témoins de l’oubli